# The Missing Reel
The Missing Reel é um filme inglês de 1989, escrito e dirigido por Christopher Rawlence e estrelado por Mona Bruce, John Hart Dyke e Steve Shill.
Parte drama e parte documentário, The Missing Reel foi a primeira coprodução em longa-metragem do canal a cabo Bravo.
O filme trata do misterioso desaparecimento de Louis Le Prince, um dos pioneiros do cinema, que sumiu pouco antes de apresentar uma de suas invenções para o mundo. Nenhum vestígio dele foi encontrado, apesar de sua contribuição para a sociedade moderna existir em todos os cantos do mundo.
O narrador, escritor e diretor, Christopher Rawlence, sugere várias explicações possíveis, usando imagens de arquivo de filmes do século XIX, fotografias originais, pinturas e cartas, entrevistas com descendentes de Le Prince e dramatizações de seus familiares.

## Elenco
- Mona Bruce ... Lizzie Le Prince
- John Hart Dyke ... Augustin Le Prince
- Steve Shill... Adolphe Le Prince
- Alison Skilbeck ... Marie Le Prince
- William Whymper ... Albert Le Prince
- Philip O'Brien ... Examiner
- Vincent Marzello ... Mr. Page
- Ron Berglas... Mr. Edwards
- George Malpas ... Old mason